# 중앙도서관 (고흥군)
중앙도서관은 전라남도 고흥군에 있는 공립 도서관이다.

## 연혁
- 2010년 11월 24일 개관.